# Feldkirch Oscar Dinos
Die Montfort Hawks waren ein 1983 gegründetes American-Football-Team aus dem österreichischen Feldkirch, welches ab 1992 als Feldkirch Oscar Dinos auftrat. Größter Erfolg des Teams war der Gewinn des Austrian Bowl 1993.

## Geschichte
Die Montfort Hawks (benannt nach dem Adelsgeschlecht Montfort) wurden 1983 als erstes Football-Team in Vorarlberg und eines der ersten Teams in Österreich überhaupt gegründet. Sie nahmen an der ersten österreichischen Staatsmeisterschaft 1984 teil, landeten aber sieglos auf dem letzten Platz.
Bei der zweiten Meisterschaft 1986 erreichten die Hawks das Halbfinale, schieden aber gegen die Graz Giants mit 2:16 aus. Ab 1987 traten die Hawks aus Sponsorgründen als Monfort Oscar Hawks auf und erreichten 1988 und 1989 erneut das Halbfinale, schieden dort aber jeweils aus.
1992 erfolgte die Umbenennung in Feldkirch Oscar Dinos. 1993 beendeten die Dinos die reguläre Saison mit drei Siegen aus acht Spielen auf Platz 3. Im Halbfinale gelang ein knapper 42:41-Sieg gegen die Schwarzenau Rangers. Damit zogen die Dinos in den Austrian Bowl IX am 4. Juli 1993 in Maria Enzersdorf gegen die Salzburg Bulls ein, dem Vierten der regulären Saison. Das Finale konnten die Feldkirch Oscar Dinos klar mit 45:10 gewinnen.
In der Saison 1994 schieden die Dinos erneut im Halbfinale der AFL aus. Als Meister trat man in der Qualifikation der European Football League an. Nach einem 27:0 gegen die Basilisk Meanmachine (Basel) scheiterte man in der 2. Runde mit 6:38 an den Copenhagen Towers.
Ab 1995 nahmen die Feldkirch Oscar Dinos am Spielbetrieb des Schweizerischen American Football Verbands teil. In der Nationalliga A, Division Ost belegten die Dinos 1995 den vierten Platz von fünf Teams. In der Saison 1996 belegten sie in der Nationalliga A den fünften Platz bei acht Teams. In den Spielzeiten 1997 und 1998 trat man noch in der zweiten Spielklasse, der Nationalliga B an.